# Трансбалканский газопровод
Трансбалканский газопровод — магистральный газопровод, проходящий по территории Украины, Молдавии, Румынии, Болгарии и Турции. Ранее использовался для поставок российского газа на Балканы.
В 1986 г. было начато строительство транзитного газопровода, по которому газ из СССР через территорию Румынии поставлялся в Болгарию, Турцию, Грецию и Югославию (Северную Македонию). В 1987 году по данному маршруту осуществлены первые поставки газа из СССР в Турцию. В 2002 г. построена вторая нитка этого газопровода.
В 2019 г. часть инфраструктуры Трансбалканского газопровода (на территории Турции и Болгарии) включена в состав газопровода «Балканский поток».
С 2021 г. по оставшейся части газопровода (в Румынии) осуществляются реверсные поставки российского газа из МГ «Турецкий поток» в Венгрию (с использованием инфраструктуры газопровода BRUA).
В июле 2025 года Украина начала импорт азербайджанского природного газа по Трансбалканскому коридору. Поставки стали возможны благодаря соглашению с компанией SOCAR Energy Ukraine.

Основные газопроводы Восточной Европы